# Platambus wewalkai
Platambus wewalkai är en skalbaggsart som beskrevs av Michel Brancucci 1982. Platambus wewalkai ingår i släktet Platambus och familjen dykare. Inga underarter finns listade i Catalogue of Life.